# Uzundere
Uzundere (türkisch für „langer Bach“; früher Azort, von armenisch Azortats P'or) ist eine Stadt im gleichnamigen Landkreis der türkischen Provinz Erzurum und gleichzeitig ein Stadtbezirk der 1993 geschaffenen Büyükşehir belediyesi Erzurum (Großstadtgemeinde/Metropolprovinz).

## Geographie

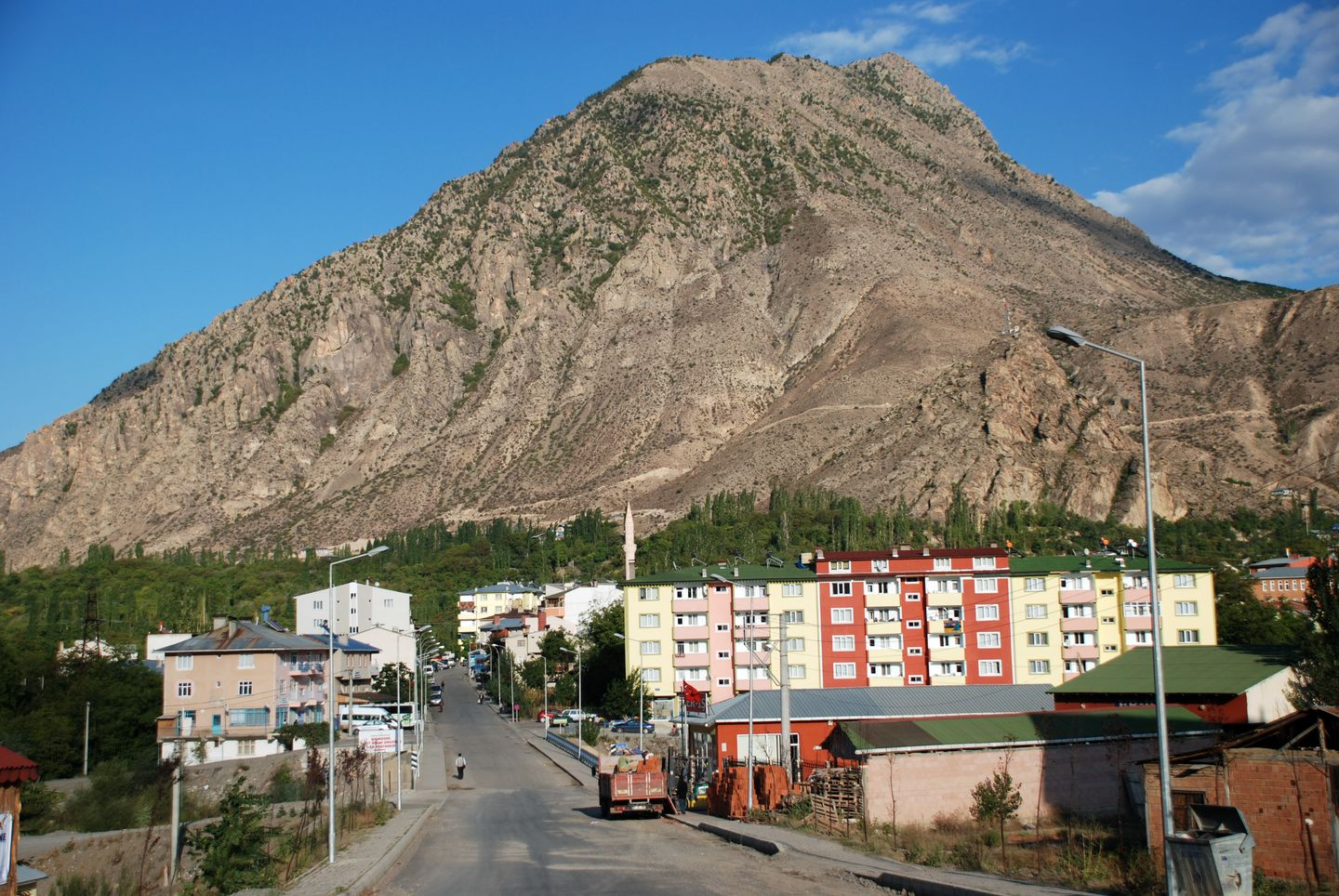
Die Stadt von Westen

Der Landkreis Uzundere ist mit einer Fläche von 505 km² der kleinste in der Provinz. Uzundere liegt im Norden der Provinz und grenzt an die Provinz Artvin.
Uzundere liegt zwei Kilometer östlich der Überlandstraße, die im Tal des Tortum-Flusses Artvin im Norden mit Erzurum im Süden verbindet. Sieben Kilometer südlich von Uzundere zweigt ein Fahrweg in ein Bergtal zum ehemaligen georgischen Kloster Haho ab, neun Kilometer nördlich führt ein Weg zur Kirchenruine von Öşk Vank. Der künstlich aufgestaute Tortum Gölü mit einer Fläche von 6,6 km² staut den Tortum-Fluss bis etwa zehn Kilometer nördlich der Stadt.
Berge der Region sind: Ziyaret Tepe (2755 m), Tav Dağı (2244 m), Murat Tepe (2234 m), Kıllı Dağ (2530 m), Hergavur Dağı (2835 m), Ak Dağlar (3030 m), Mescit Sıradağları (3238 m).

## Geschichte
Uzundere war ein eigener Bucak im Landkreis Tortum und wurde 1987 unter dem Namen Azort, später Uzundere, ein selbständige Landkreis. Die Belediye (Gemeinde, seit 1955) und die zehn Dörfer (Köy) des Bucak hatten zur letzten Volkszählung vor der Abspaltung (1985) einen Bevölkerungsanteil von 25,7 % des Kreises Tortum.

## Bevölkerung
Ende 2020 lag Uzundere mit 7919 Einwohnern auf dem 18. und somit dem drittletzten Platz der bevölkerungsreichsten Landkreise in der Provinz Erzurum. Die Bevölkerungsdichte liegt mit 16 Einwohnern je Quadratkilometer unter dem Provinzdurchschnitt (30 Einwohner je km²).